# Росс Барклі
Росс Барклі (англ. Ross Barkley, нар. 5 грудня 1993, Ліверпуль, Англія) — англійський футболіст, півзахисник клубу «Астон Вілла».

## Клубна кар'єра
Народився 5 грудня 1993 року в Ліверпулі. Вихованець футбольної школи «Евертона». Дорослу футбольну кар'єру розпочав 2011 року в основній команді того ж клубу, в якій провів один сезон, взявши участь у 13 матчах чемпіонату. 
Своєю грою за цю команду привернув увагу представників тренерського штабу клубу «Шеффілд Венсдей», до складу якого на правах оренди приєднався 2012 року. Відіграв за команду з Шеффілда наступний сезон своєї ігрової кар'єри.
З січня 2013 року і до кінця сезону був в оренді клубу «Лідс Юнайтед». З початком сезону 2013–14 повернувся до «Евертона».
5 січня 2018 року Барклі приєднався до складу лондонського «Челсі», підписавши з чинними чемпіонами Англії контракт на 5,5 років. Сума трансферу склала 15 млн фунтів стерлінгів.
30 вересня 2020 року Барклі на правах сезонної оренди приєднався до «Астон Вілли».

## Виступи за збірні
2008 року дебютував у складі юнацької збірної Англії, взяв участь у 26 іграх на юнацькому рівні, відзначившись 4 забитими голами.
З 2011 року виступає за молодіжну збірну Англії. У вересні 2013 року дебютував в офіційних матчах у складі збірної Англії, вийшовши на заміну у грі проти Молдови.

## Титули і досягнення
- Володар кубка Англії (1):

«Челсі»: 2017–18
- Переможець Ліги Європи УЄФА (1):

«Челсі»: 2018–19
- Переможець Клубного чемпіонату світу (1):

«Челсі»: 2021
Збірні
- Чемпіон Європи (U-17): 2010